# Tropic Thunder
Tropic Thunder, titulada en España Tropic Thunder, una guerra muy perra y en Hispanoamérica Una guerra de película, es una película de comedia estadounidense parodia del cine bélico estrenada en 2008, dirigida y protagonizada por Ben Stiller y coescrita entre este último, Justin Theroux y Etan Cohen.

## Sinopsis
Tugg Speedman (Ben Stiller) es un actor de películas de acción que a pesar de haber perdido su popularidad todavía anhela ganar un premio Óscar. Por esta razón siente celos de Kirk Lazarus (Robert Downey Jr.), quien ha ganado 5 Óscar y será su coprotagonista en la película Tropic Thunder, película basada en el libro homónimo del sargento Four Leaf Tayback (Nick Nolte), un antiguo combatiente de la guerra de Vietnam, que cuenta su historia y que perdió las manos en la guerra, por lo que usa unos ganchos como manos. El reparto está completado por el actor de comedia adicto a la heroína Jeff Portnoy (Jack Black), el rapero Alpa Chino (Brandon T. Jackson) y el actor novato Kevin Sandusky (Jay Baruchel) y además está producida por el magnate Les Grossman (Tom Cruise).
Cuando la filmación de la película está a punto de ser cancelada por Grossman, el director Damian Cockburn (Steve Coogan) decide, convencido por Tayback, llevar a los actores a filmar a la selva, supuestamente a Vietnam. Una vez ahí, el coordinador de efectos especiales Cody Underwood (Danny McBride) y Four Leaf se van en un helicóptero dejando a Cockburn y a los actores en medio de la selva donde hay muchas cámaras previamente colocadas por Cockburn. Cockburn les retira a todos sus teléfonos celulares, pero Speedman conserva uno en secreto. Damian da un par de pasos y explota accidentalmente al pisar una mina. Todos están seguros de que Cockburn ha muerto, excepto Speedman, quien cree que todo es un truco. Sin embargo la explosión alerta a un grupo armado oriental que va a investigar mientras se comunican con su líder.
Los orientales atacan a los actores, quienes son convencidos por Speedman de que eso es parte de la película, así que responden al ataque con sus armas falsas y los orientales retroceden un poco. Cody se alerta al escuchar los disparos y hace explotar unas cargas que están colocadas sobre los árboles, causando que los atacantes huyan. Esto solo provoca que Speedman se sienta más seguro de que aún están filmando la película, pero Lazarus no está tan convencido y se lo dice a Speedman. Todos convencen a Lazarus de seguir caminando y de seguir penetrando en la selva.
Cody y Four Leaf van en el helicóptero a donde dejaron a los demás, pero son atrapados por los orientales. Cody accidentalmente le quita los ganchos a Four Leaf y descubre que aún tiene manos y que había mentido. 
Los actores llegan a un río guiados por Speedman quien tiene el mapa, pero Lazarus se lo quita y se lo da a Kevin, quien sí sabía leer un mapa pues había hecho el servicio militar, y le comunica a todos que por culpa de Speedman iban en sentido contrario, por lo que todos se dan la vuelta para irse a casa, pero Speedman, que consideraba Tropic Thunder como su regreso al éxito, no quiso abandonar la película, y continuó su camino solo.
Los orientales llevan a Cody y a Four Leaf a su cuartel donde Four Leaf le confiesa a Cody que todo lo que cuenta en su libro no es más que una mentira, que él llama un tributo a la patria. Durante la noche Speedman tiene una pelea con un oso panda y lo asesina. Por la mañana recibe una llamada en el celular satelital que conservó de su agente Rick Peck (Matthew McConaughey), pero Speedman es secuestrado por los orientales antes de poder hablar más con Rick, además le quitan el celular.
Portnoy comienza a enloquecer por no haber ingerido heroína. Después de beber agua sucia de un río, se aleja a vomitar, y ve a lo lejos una base de los orientales, que son traficantes de droga, y con binoculares los demás ven que capturaron a Speedman. Los traficantes llevan a Tugg con su líder, el grupo se identifica como The Flaming Dragon. Kevin les comunica a todos que probablemente ni siquiera están en Vietnam, sino que probablemente están en Camboya, Myanmar o en Laos.
El líder de Flaming Dragon resulta ser un pequeño pero malévolo niño, quien reconoce a Speedman como el actor de su película favorita Simple Jack (que, se supone, está considerada en EE. UU. como una de las peores películas de la historia y fue un fracaso en la taquilla) y lo pone a representarle a todas las personas que habitan en el cuartel la película completa.
Rick va a hablar con Les Grossman acerca de la cláusula del contrato de Tugg que especificaba que tendría instalado el TiVo, pero ahí, recibe una llamada de Flaming Dragon pidiendo 100 millones de dólares para la liberación de Tugg. Les se niega a pagar este rescate, afirmando que ganaran más dinero con el seguro de vida de Speedman que con la película.
Lazarus, Kevin, Portnoy y Alpa deciden rescatar a Speedman con una técnica del libro original llamada "La ofensiva jeta". Después de hacerla descubren a Cody y a Four Leaf y convencen a Tugg de irse, pues este se sentía feliz ahí debido a que ahí si lo valoraban como actor.
Después de convencerlo huyen de los traficantes en un camión, pero el líder les dispara con una bazuca. Todos abandonan el vehículo, menos Kevin, quien queda gravemente herido. Todos corren hacia el helicóptero que estaba cruzando un puente, pero Tugg le dice a Kirk, que él se quedará, puesto que tiene una relación con ellos. Inmediatamente corre hacia el helicóptero pues los terroristas lo querían matar, y Four Leaf explota las cargas que Cody había colocado previamente en el puente. Tugg quien se creía muerto por la explosión se levanta de entre los escombros y cae de rodillas levantando los brazos (como el sargento Elias Grodin en la película Platoon). Kirk se baja del helicóptero y dice a sus compañeros que le cubran pero no tienen armas con que defenderlo. Kirk se carga a Tugg a la espalda y lo lleva al helicóptero. Todos suben al helicóptero pero el líder de los traficantes les dispara de nuevo con la bazuca, cuando Rick, quien había llegado ahí buscando a Tugg para darle el TiVo, y al ver el disparo de la bazuca, lanza el TiVo contra el proyectil haciéndolo explotar antes de llegar al helicóptero.
Finalmente, las grabaciones de la aventura hechas por las cámaras escondidas ganan varios Óscar, incluyendo el tan anhelado por Tugg para él mismo: Mejor Actor. La película cierra con Les Grossman bailando la canción "Get Back" de Ludacris durante los créditos.

## Reparto
- Ben Stiller como Tugg Speedman.
- Robert Downey Jr. como Kirk Lazarus.
- Jack Black como Jeff Portnoy.
- Jay Baruchel como Kevin Sandusky.
- Brandon T. Jackson como Alpa Chino.
- Steve Coogan como Damien Cockburn.
- Bill Hader como Rob Slolom.
- Danny McBride como Cody Underwood.
- Nick Nolte como el sargento John "Four Leaf" Tayback.
- Matthew McConaughey como Rick "Pecker" Peck.
- Brandon Soo Hoo como Tran.
- Reggie Lee como Byong.
- Tom Cruise como Les Grossman.

Otros actores y famosos aparecen en cameos como ellos mismos, incluyendo Tobey Maguire, Tyra Banks, Maria Menounos, Martin Lawrence, The Mooney Suzuki, Jason Bateman, Lance Bass, Jennifer Love Hewitt, Alicia Silverstone y Jon Voight. Christine Taylor (la mujer de Stiller), Mini Andén, Anthony Ruivivar, Rachel Avery y Yvette Nicole Brown aparecen en papeles menores.

## Producción

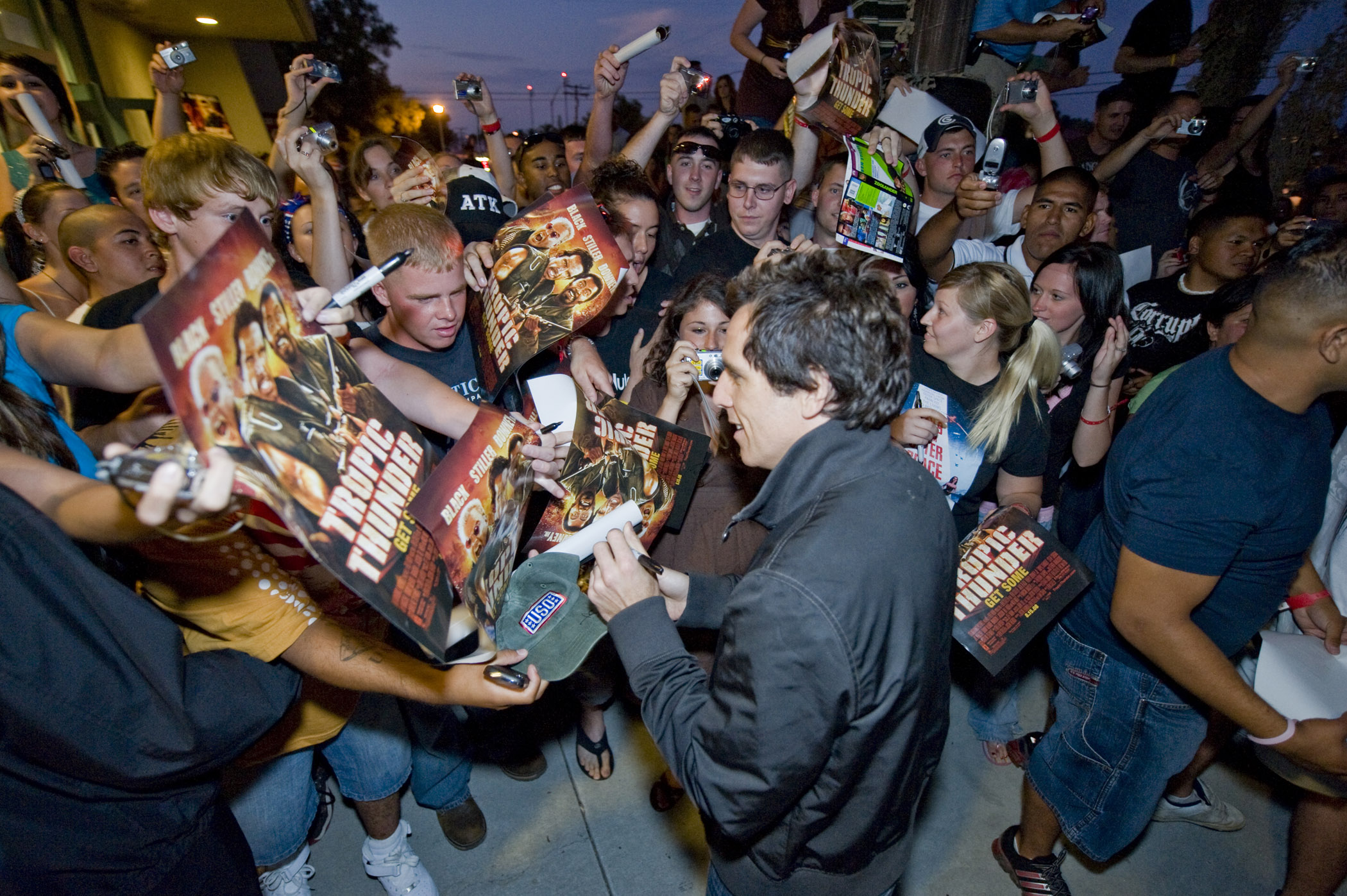
El director/actor Ben Stiller firmando autógrafos antes de la proyección de Tropic Thunder en Camp Pendleton.

### Guion
Ben Stiller inicialmente tomó la idea después de protagonizar un pequeño papel en la cinta El imperio del sol. Stiller quería hacer una película basada en los actores que conocía, y que, después de participar en campamentos de entrenamiento para prepararse para en papeles de películas de guerra, se convirtió en algo "auto-importante" y "auto-involucrativo". Luego pidió ayuda a Justin Theroux y Etan Cohen para completar el libreto. 

#### Parodia
El guion final fue desarrollado para satirizar las películas de la Guerra de Vietnam como:
- Platoon
- Apocalypse Now
- Depredador
- Rambo: First Blood Part II
- Forrest Gump
- Full Metal Jacket
- The Deer Hunter
- Hamburger Hill
- Missing in Action

### Rodaje

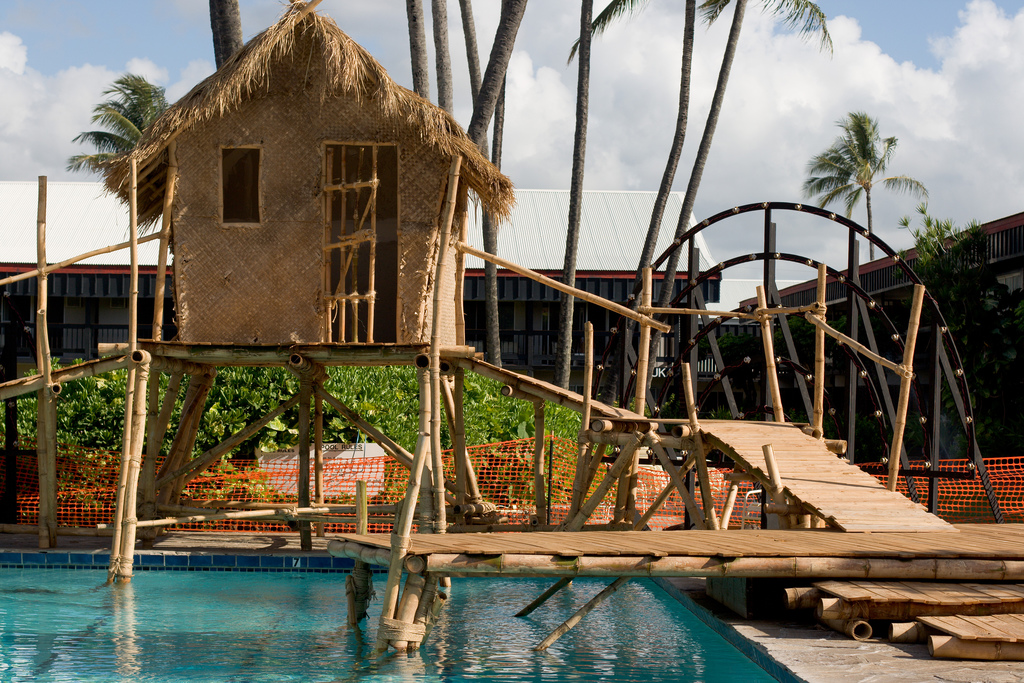
Una cabaña utilizada para filmar la película en la isla de Kauai, Hawái en 2008.

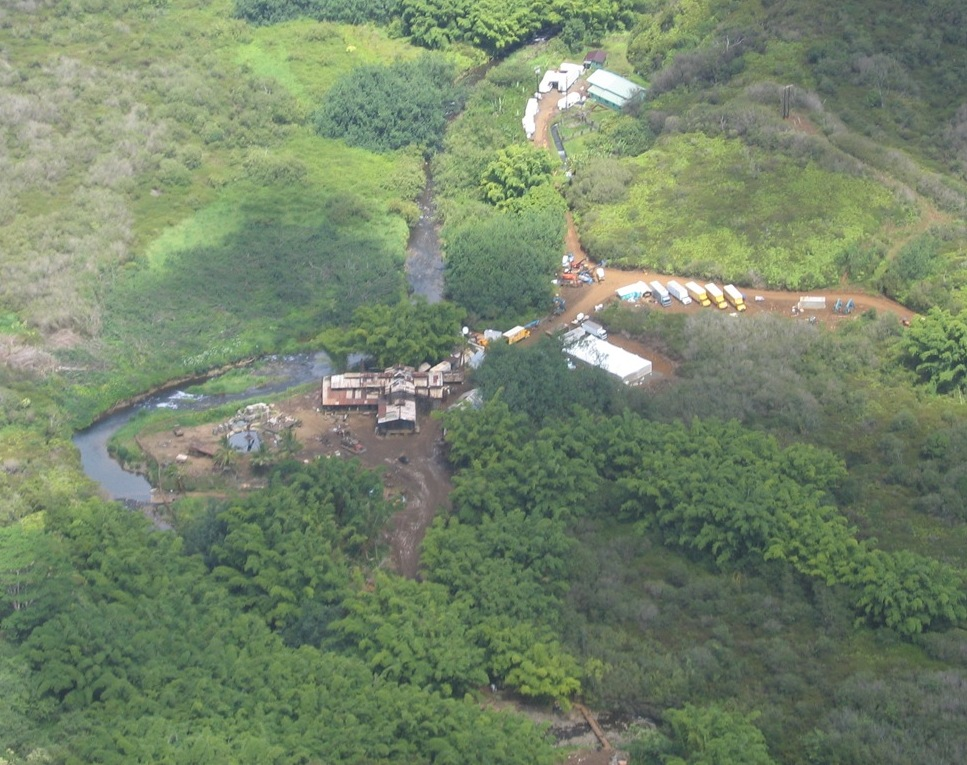
Decorado de la película en la isla de Kauai, septiembre de 2007.

Después de ser aprobada en el 2006, la película fue filmada en el 2007, en la isla de Kauai (Hawái) durante 13 semanas, la producción de cine más grande que se ha hecho en la isla. A pesar de ser en Kauai, el sur de California y México fueron considerados para la unidad principal del rodaje, la isla hawaiana de Kauai fue seleccionada (donde Stiller tiene una casa) para la mayoría de las tomas.
El 29 de agosto de 2007, Owen Wilson abandonó el rodaje de la película en la que trabajaba como actor y productor junto con Ben Stiller. El motivo fue el supuesto intento de suicidio del actor tras el cual tuvo que ser ingresado en el Hospital St. John en Santa Mónica, California.
En la producción Downey Jr. tenía que personificar un personaje "negro, para ello requería entre una hora y media a dos horas de la aplicación del maquillaje. Stiller hizo una vista preliminar de la película ante la Asociación Nacional para el Avance de la Gente de Color, y varios periodistas negros reaccionaron positivamente al personaje.
Tom Cruise se estableció inicialmente como el agente del personaje de Stiller, Rick Peck. En su lugar, Cruise sugirió añadir un personaje de jefe del estudio, y la idea fue incorporada en el guion. Stiller y Cruise trabajaron juntos para crear el nuevo personaje, Les Grossman, como un hombre de negocios de mediana edad. El papel requiere que Cruise ponerse un fatsuit (traje de gordo), grandes manos protésicas, y un "gorro" calvo.
John Toll, el director de fotografía, declaró que la isla también fue seleccionada por su similitud con Vietnam, en función de su follaje denso, variedad de terrenos, y el clima. Kauai fue descubierta por primera vez como una posible ubicación para filmar Tropic Thunder en 2004. Stiller pasó más de 25 horas durante 6 semanas explorando la isla, usando vehículos todoterreno, embarcaciones y helicópteros. Después la película se dio luz verde por DreamWorks en 2006, preproducción duró seis meses, la mayor parte de este tiempo dedicado a buscar localizaciones adicionales para la filmación. El rodaje de los Ángeles y escenas de interiores se produjo en conjuntos en los Universal Studios Hollywood.
Tropic Thunder fue la primera producción de estudio importante en Kauai en cinco años. Una vez terminada la filmación, se consideró la mayor producción filmada en la isla hasta la fecha, y ha contribuido con más de $60 millones a la economía local.
La mayor parte del rodaje tuvo lugar en un terreno privado, así como el estado de conservación las áreas designadas. Los cástines en la isla buscaron 500 residentes para retratar a los aldeanos en la película. Dos unidades de grabación estuvieron simultáneamente en la isla desde el suelo junto a una unidad aérea de helicópteros. Muchos de los conjuntos y el puente utilizado para una de las escenas finales fueron construidas en tres meses. El clima errático de la isla obstaculizó la filmación con temas de lluvia e iluminación. El equipo de complicaciones también se enfrentaron en mover el equipo debido al difícil terreno.
Exmiembros de las Fuerzas armadas de los Estados Unidos enseñaron a los actores cómo manejar, disparar, y volver a cargar sus armas, así como realizar varios movimientos tácticos. La escena de guerra apertura fue filmado durante tres semanas y requirió cincuenta especialistas.

#### Efectos
Seis empresas que trabajaron en diferentes escenas y elementos creados de 500 tomas de efectos visuales de la película. Para ampliar la comedia en la película, algunas de las explosiones y los accidentes se embellecen para buscar una imagen más destructiva. 
Filmación de una gran explosión en la escena inicial de la película requierio una fila de 450 pies (137 metros) de explosivos que contienen 1.100 galones (4.165 litros) de gasolina y diesel. Todas las palmeras utilizadas en la explosión fueron trasladados a la ubicación específica después de que la tripulación determinó el impacto de los ángulos de cámara e iluminación necesaria. Debido al tamaño y el coste de la explosión, se hacía únicamente de una solo vez, siendo capturado por doce cámaras. La explosión se compone de doce explosiones individuales y resultó en una nube de hongo que llegó a 350 pies (110 m) en el aire. Para la escena en la película, el personaje de Danny McBride, Cody Underwood, fue el único actor aparece en la captura de la explosión. Se añadieron digitalmente todos los otros personajes. La explosión del puente en una de las escenas finales utiliza nueve cámaras para capturar la imagen, y se requirió al equipo estar alejado a 3.000 pies (910 m) de distancia de su seguridad.

## Promoción

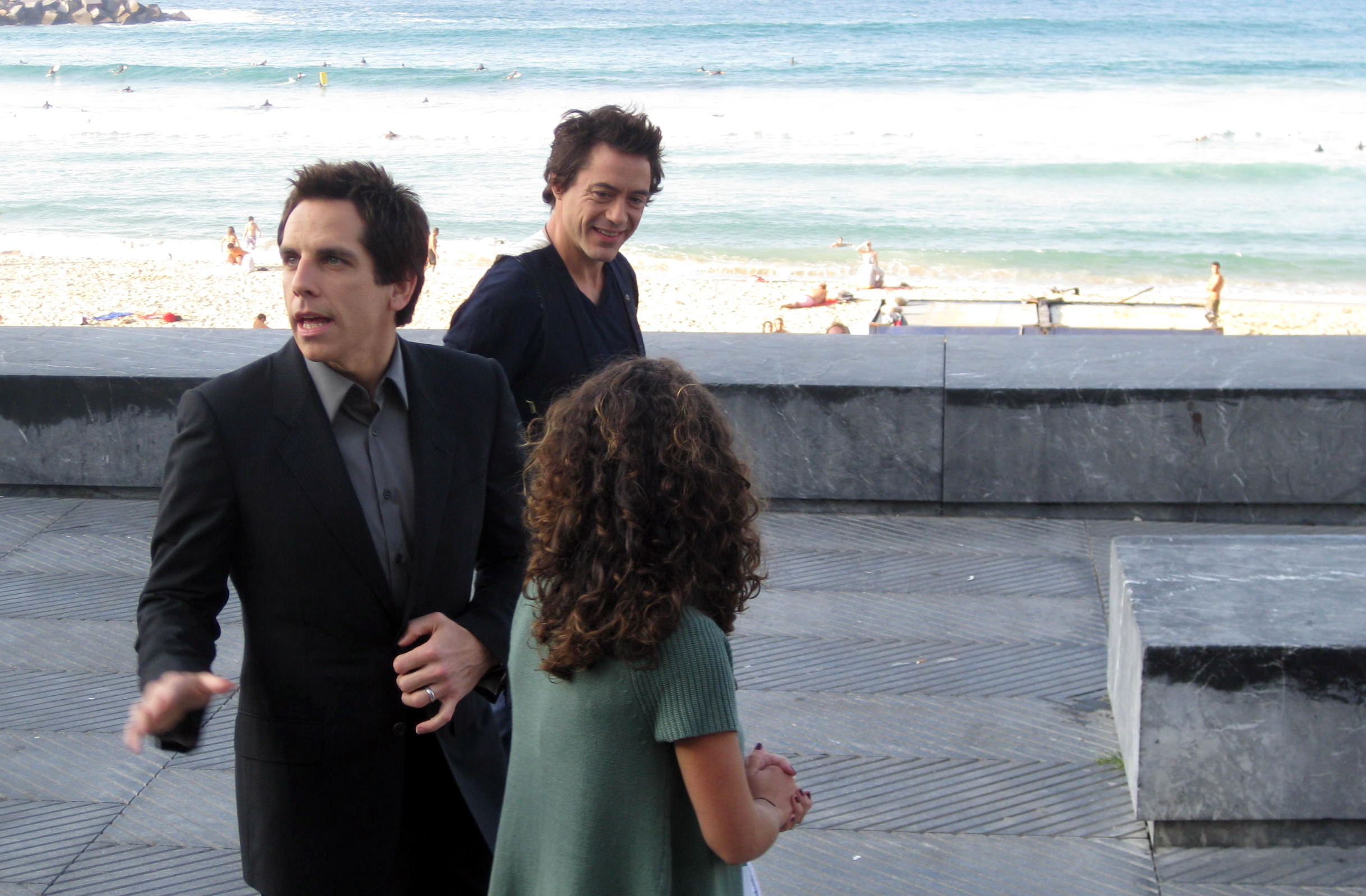
Ben Stiller y Robert Downey Jr. en el Festival de Cine de San Sebastián 2008 presentando Tropic Thunder.

La película ha tenido un largo despliegue de publicidad, incluyendo numerosas pruebas en los cines, la venta de la bebida energética ficticia que se hace en la película llamada "Booty Sweat" (Sudor de Trasero), la publicación de websites ficticios de los personajes de la película y algunas de sus papeles en películas anteriores, supuestas películas que protagonizan los personajes, documentales ficticios, videojuegos y productos con el nombre de Tropic Thunder.
Los tres actores también llevaron a cabo más tarde un boceto en los MTV Movie Awards 2008 que contó los actores que tratan de crear un exitoso video viral para promocionar la película con resultados difíciles.
En septiembre de 2008, Stiller y Downey asistieron al Festival Internacional de Cine de San Sebastián para promocionar la película. Se mostró una proyección, pero no fue elegido para competir contra las otras películas en el festival.
El 3 de agosto de 2008, Stiller, Downey y Black visitaron Camp Pendleton, un cuerpo de la Marina de Estados Unidos de base en California, para presentarlo ante más de un millar de miembros militares y sus familias.

## Polémica

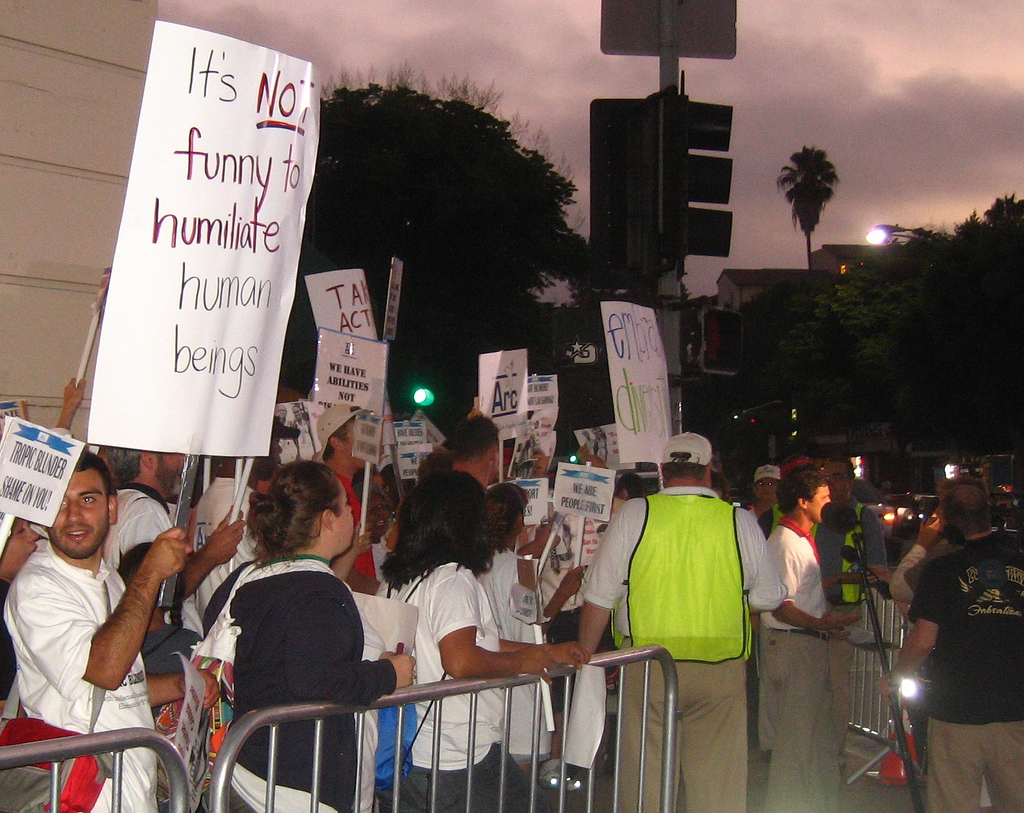
Un grupo que protesta contra la película el 11 de agosto de 2008.

La cinta causó controversia entre algunas comunidades de discapacitados y grupos de apoyo a estos antes de que saliera al mercado, el 13 de agosto de 2008, por unos de website promocionales, en este caso, Simple Jack. Un portavoz de DreamWorks dijo: "Hemos escuchado sus preocupaciones, y entendemos que se saca de contexto, el sitio parecía sea insensible a las personas con discapacidad". Una coalición de más de 20 grupos de defensa de la discapacidad, incluyendo los Juegos Olímpicos Especiales y el Arc de los Estados Unidos, se opusieron al uso repetido y excesivo de la película de la palabra "retrasado".
Defensores de la discapacidad y otras personas que vieron de antemano la película informaron que el tratamiento ofensivo de las personas con discapacidad mental se teje a través trama de la película. Instaron a la gente a no ver la película, afirmando que es degradante para las personas con discapacidad mental y "alentaría" la intimidación.
Stiller defendió la película, indicando que "Hemos examinado la película tantas veces y esto no apareció hasta muy tarde (...) creo que el contexto de la película está muy claro, se estaba burlando de los actores y actrices que tratan de usar temas serios para ganar premios". Uno de los coguionista, Etan Cohen, hizo eco de justificación Stiller: "Algunas personas han tomado esto como si se burlarse de las personas discapacitadas, pero realmente está tratando de burlarse de los actores que utilizan este material como forraje para el éxito".
Se modificó la publicidad de la película, pero ninguna de las escenas en la película se editó como resultado de la oposición. En respuesta a la controversia, la versión del director del DVD (pero no el Blu-ray) incluye un anuncio de servicio público en las características especiales que desalienta el uso de la palabra "retrasado".

## Recepción

### Crítica
En general la película recibió críticas positivas. Tuvo 83% de aprobación basado en 221 comentarios, con una calificación promedio de 7.1/10 en Rotten Tomatoes. En Metacritic dio una puntuación de la película de 71 sobre 100, basado en 39 críticos, lo que indica "críticas generalmente favorables".
En enero de 2009, Entertainment Weekly incluyó a Tropic Thunder en su lista de "25 grandes comedias de los últimos 25 años" por su "punto a ensartar de Hollywood". La película también apareció en varias críticas a listas de diez mejores películas de 2008. Stephen King lo colocó en la cuarta posición, llamando a la película como "la más divertida y más atrevida comedia del año".

### Taquilla
Tropic Thunder abrió en 3.319 salas de cine. Para sus primeros cinco días de exhibición en Estados Unidos y Canadá, ganó $ 36.845.588. La película se coloca en primer lugar en la taquilla del fin de semana con $ 25.812.796, superando Star Wars: The Clone Wars y Mirrors, que se estrenaron el mismo fin de semana.
La película mantiene su posición número uno en la taquilla estadounidense y canadiense para los siguientes dos fines de semana, por lo que es la segunda película en 2008 (después de The Dark Knight) para mantener la posición número uno por más de dos fines de semana consecutivos. Para el 2008, la película fue la quinta película más taquillera interno de clasificación R.
La película ha obtenido ingresos brutos de $ 110.515.313 en los EE. UU. y Canadá y $ 77.557.336 en los mercados internacionales por un total de $ 188.072.649 en todo el mundo.

## Premios y nominaciones
| Año  | Premio                                    | Categoría                         | Persona           | Resultado |
| ---- | ----------------------------------------- | --------------------------------- | ----------------- | --------- |
| 2008 | Austin Film Critics Association           | Premio Artista Revelación         | Danny McBride     | Ganador   |
| 2008 | Boston Society of Film Critics            | Mejor actor de reparto            | Robert Downey Jr. | Ganador   |
| 2008 | Satellite Awards                          | Mejor Película, Comedia o Musical | -                 | Candidato |
| 2008 | Satellite Awards                          | Mejor actor de reparto            | Robert Downey Jr. | Candidato |
| 2008 | Golden Schmoes Awards                     | Mejor Comedia del Año             | -                 | Ganador   |
| 2008 | Hollywood Film Awards                     | Comedia del Año                   | Ben Stiller       | Ganador   |
| 2009 | Óscar                                     | Mejor actor de reparto            | Robert Downey Jr. | Candidato |
| 2009 | Globo de Oro                              | Mejor actor de reparto            | Tom Cruise        | Candidato |
| 2009 | Globo de Oro                              | Mejor actor de reparto            | Robert Downey Jr. | Candidato |
| 2009 | BAFTA Awards                              | Mejor actor de reparto            | Robert Downey Jr. | Candidato |
| 2009 | Screen Actors Guild Awards                | Mejor actor de reparto            | Robert Downey Jr. | Candidato |
| 2009 | Broadcast Film Critics Association Awards | Mejor actor de reparto            | Robert Downey Jr. | Candidato |
| 2009 | Broadcast Film Critics Association Awards | Mejor Película de Comedia         | -                 | Ganador   |
| 2009 | MTV Movie Awards                          | Mejor Momento WTF                 | Ben Stiller       | Candidato |
| 2009 | Teen Choice Awards                        | Comedia bromantica                | -                 | Candidato |
| 2009 | Premios Young Artist                      | Mejor Actuación en una Película   | Brandon Soo Hoo   | Ganador   |

## MTV Movie Awards
Cruise volvió a interpretar Les Grossman por los MTV Movie Awards 2010. Participó en diferentes anuncios de la premiación. Mientras en la propia entrega abrió el acto y participó en escenas grabadas, además de un acto en vivo junto a Jennifer Lopez.